# Hydrofunkcionalizace
Hydrofunkcionalizace je adiční reakce, při níž se substrát na násobnou vazbu uhlík-uhlík nebo uhlík-heteroatom navazuje vodík společně s jiným jednovazným fragmentem (X).

U koncových alkenů a alkynů se regioselektivita hydrofunkcionalizačních reakcí označuje jako markovnikovovská (X se navazuje převážně na více substituovaný uhlík) nebo jako protimarkovnikovská (s X navázaným na méně substituovaný uhlík). K zajištění chemo-, regio- a/nebo stereoselektivity se často používají katalyzátory.

## Příklady
K hydrofunkcionalizacím patří:
- Hydroborace
- Hydrosilylace
- Hydrometalace
- Hydroaminace
- Hydratace
- Hydroalkoxylace (neboli hydroetherifikace)
- Hydrohalogenace
- Hydrovinylace
- Hydroacylace
- Hydroformylace (zvláštní případ hydroacylace)